# Cyclamminidae
Cyclamminidae es una familia de foraminíferos bentónicos de la superfamilia Loftusioidea, del suborden Loftusiina y del orden Loftusiida. Su rango cronoestratigráfico abarca desde el Jurásico hasta la actualidad.

## Discusión
Clasificaciones previas incluían Cyclamminidae en el suborden Textulariina o en el orden Textulariida o en el Orden Lituolida.

## Clasificación
Cyclamminidae incluye a las siguientes subfamilias y géneros:
- Subfamilia Buccicrenatinae
  - Buccicrenata †
- Subfamilia Alveolophragmiinae
  - Alveolophragmium
  - Popovia †
  - Quasicyclammina †
  - Reticulophragmoides †
  - Reticulophragmium
  - Sabellovoluta †
- Subfamilia Hemicyclammininae
  - Alveocyclammina †
  - Flabellamminopsis †
  - Hemicyclammina †
- Subfamilia Choffatellinae
  - Abuhammadina †
  - Bramkampella †
  - Choffatella †
  - Feurtillia †
  - Paracyclammina †
  - Torinosuella †
- Subfamilia Pseudochoffatellinae
  - Balkhania †
  - Broeckinella †
  - Dhrumella †
  - Montsechiana †
  - Pseudochoffatella †
  - Torremiroella †
- Subfamilia Cyclammininae
  - Cyclammina

Otros géneros asignados a Cyclamminidae y clasificados actualmente en otras familias son: 
- Everticyclammina † de la subfamilia Buccicrenatinae, ahora en la familia Everticyclamminidae
- Alzonorbitopsella † de la subfamilia Choffatellinae, ahora en la familia Hauraniidae
- Amijiella † de la subfamilia Choffatellinae, ahora en la familia Hauraniidae
- Bostia † de la subfamilia Choffatellinae, ahora en la familia Hauraniidae
- Ijdranella † de la subfamilia Choffatellinae, ahora en la familia Hauraniidae
- Kastamonina † de la subfamilia Choffatellinae, ahora en la familia Hauraniidae
- Palaeocyclammina † de la subfamilia Choffatellinae, ahora en la familia Hauraniidae
- Pseudocyclammina † de la subfamilia Choffatellinae, ahora en la familia Hauraniidae
- Alzonella † de la subfamilia Pseudochoffatellinae, ahora en la familia Hauraniidae